# Czesław Wyrobek
Czesław Wyrobek (ur. 26 lipca 1955) – polski piłkarz, występujący na pozycji pomocnika.

## Życiorys
Syn Ryszarda, młodszy brat Jerzego. Jest wychowankiem Ruchu Chorzów, a jako senior grał w Metalu Kluczbork. W 1980 roku został piłkarzem ROW Rybnik. W sezonie 1980/1981 rozegrał w klubie 18 spotkań, a w sezonie 1981/1982 – 25. W 1983 roku spadł z klubem do III ligi. Na początku 1984 roku został zawodnikiem Zagłębia Sosnowiec. W barwach tego klubu rozegrał 68 spotkań w I lidze. W 1986 roku jego klub spadł do II ligi. W 1987 roku opuścił Zagłębie i wrócił do ROW. W październiku 1990 roku został zawodnikiem Odry Wodzisław Śląski, gdzie zakończył karierę piłkarską.
Na początku 1996 roku był trenerem Polonii Łaziska Górne, zastępując na tym stanowisku Piotra Marekwię. Po czterech kolejkach rundy wiosennej sezonu 1995/1996 zrezygnował z funkcji z przyczyn zdrowotnych.

## Statystyki ligowe
| Sezon         | Klub                  | Liga     | Mecze | Gole |
| ------------- | --------------------- | -------- | ----- | ---- |
| 1980/1981     | ROW Rybnik            | II liga  | 18    | 2    |
| 1981/1982     | ROW Rybnik            | II liga  | 25    | 3    |
| 1983/1984 (w) | Zagłębie Sosnowiec    | I liga   | 12    | 0    |
| 1984/1985     | Zagłębie Sosnowiec    | I liga   | 29    | 4    |
| 1985/1986     | Zagłębie Sosnowiec    | I liga   | 27    | 3    |
| 1986/1987     | Zagłębie Sosnowiec    | II liga  | 21    | 4    |
| 1987/1988     | ROW Rybnik            | III liga | 26    | 9    |
| 1988/1989     | ROW Rybnik            | III liga | 23    | 5    |
| 1990/1991     | Odra Wodzisław Śląski | II liga  | 19    | 1    |